# Predmestje (film)
Predmestje je slovenski dramski film iz leta 2004 v režiji in po scenariju Vinka Möderndorferja, posnet po lastnem istoimenskem romanu. Marjana z druščino soseske v predmestju zmoti vselitev mladega para druge narodnosti. Film je prejel posebno omembo žirije na Mednarodnem filmskem festivalu Annonay, kjer je bil tudi nominiran za veliko nagrado žirije, nominiran je bil tudi za nagrado Grand Prix des Amériques na Mednarodnem filmskem festivalu v Montrealu.

## Igralci
- Renato Jenček kot Marjan
- Peter Musevski kot Fredi
- Jernej Šugman kot Slavko
- Silvo Božič kot Lojz
- Tadej Toš kot Nebojša
- Maja Lešnik kot Jasmina
- Alenka Cilenšek kot Štefanija
- Silva Čušin kot Ema
- Marinka Štern kot Katarina
- Katarina Stegnar kot Mojca
- Primož Petkovšek kot kuhar